# 格萊什蒂鄉 (穆列什縣)

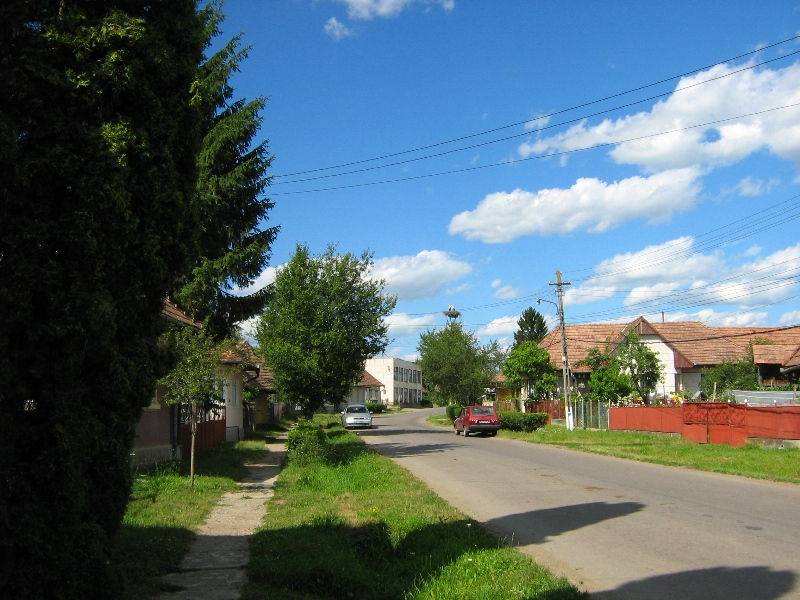

46°31′0″N 24°45′0″E / 46.51667°N 24.75000°E
格萊什蒂鄉（羅馬尼亞語：Comuna Gălești, Mureș），是羅馬尼亞的鄉份，位於該國中部，由穆列什縣負責管轄，面積58平方公里，海拔高度335米，2007年人口2,871，人口密度每平方公里50人。